# HMS Duff (K352)
HMS Duff (K352) là một tàu frigate lớp Captain của Hải quân Hoàng gia Anh hoạt động trong Chiến tranh Thế giới thứ hai. Nó nguyên được Hoa Kỳ chế tạo như chiếc USS Lamons (DE-64), một tàu hộ tống khu trục lớp Buckley, và chuyển giao cho Anh Quốc theo Chương trình Cho thuê-Cho mượn (Lend-Lease). Tên nó được đặt theo Đại tá Hải quân George Duff (1764-1805), hạm trưởng chiếc HMS Mars (1794), đã từng tham gia các cuộc Chiến tranh Độc lập Hoa Kỳ, Chiến tranh Cách mạng Pháp, Chiến tranh Napoleon, và đã tử trận trong Trận Trafalgar. Nó đã phục vụ trong chiến tranh cho đến khi bị hư hại nặng do trúng thủy lôi ngoài khơi bờ biển Bỉ vào ngày 30 tháng 11, 1944. Được xem như một tổn thất toàn bộ, con tàu bị bán để tháo dỡ tại Hà Lan vào năm 1947.

## Thiết kế và chế tạo
Buckley là một trong số sáu lớp tàu hộ tống khu trục được Hải quân Hoa Kỳ chế tạo nhằm đáp ứng nhu cầu hộ tống vận tải trong Thế Chiến II, sau khi Hoa Kỳ chính thức tham chiến vào cuối năm 1941. Chúng hầu như tương tự nhau, chỉ với những khác biệt về hệ thống động lực và vũ khí trang bị. Động cơ của phân lớp Backley bao gồm hai turbine hơi nước General Electric để dẫn động hai máy phát điện vận hành hai trục chân vịt, và dàn vũ khí chính bao gồm 3 khẩu pháo pháo 3 in (76 mm)/50 cal.
Những chiếc phân lớp Buckley (TE) có chiều dài ở mực nước 300 ft (91 m) và chiều dài chung 306 ft (93 m); mạn tàu rộng 37 ft 1 in (11,30 m) và độ sâu mớn nước khi đầy tải là 11 ft 3 in (3,43 m). Chúng có trọng lượng choán nước tiêu chuẩn 1.430 tấn Anh (1.450 t); và lên đến 1.823 tấn Anh (1.852 t) khi đầy tải. Hệ thống động lực bao gồm hai nồi hơi và hai turbine hơi nước General Electric công suất 13.500 mã lực (10.100 kW), dẫn động hai máy phát điện công suất 9.200 kilôwatt (12.300 hp) để vận hành hai trục chân vịt;  công suất 12.000 hp (8.900 kW) cho phép đạt được tốc độ tối đa 23 kn (26 mph; 43 km/h). Con tàu mang theo 359 tấn Anh (365 t) dầu đốt, cho phép di chuyển đến 6.000 nmi (6.900 mi; 11.000 km) ở vận tốc đường trường 12 kn (14 mph; 22 km/h).
Vũ khí trang bị bao gồm pháo 3 in (76 mm)/50 cal trên ba tháp pháo nòng đơn đa dụng (có thể đối hạm hoặc phòng không), gồm hai khẩu phía mũi và một khẩu phía đuôi. Vũ khí phòng không tầm gần bao gồm hai pháo Bofors 40 mm và tám pháo phòng không Oerlikon 20 mm. Con tàu có ba ống phóng ngư lôi Mark 15 21 inch (533 mm). Vũ khí chống ngầm bao gồm một dàn súng cối chống tàu ngầm Hedgehog Mk. 10 (có 24 nòng và mang theo 144 quả đạn); hai đường ray Mk. 9 và bốn máy phóng K3 Mk. 6 để thả mìn sâu. Thủy thủ đoàn đầy đủ bao gồm 200 sĩ quan và thủy thủ.
Duff được đặt lườn như là chiếc Lamons (DE-64) tại xưởng tàu của hãng Bethlehem-Hingham Steel Shipyard ở Hingham, Massachusetts vào ngày 22 tháng 2, 1943 và được hạ thủy vào ngày 22 tháng 5, 1943. Con tàu được chuyển giao cho Anh Quốc và nhập biên chế cùng Hải quân Anh như là chiếc HMS Duff (K352) vào ngày 23 tháng 8, 1943 dưới quyền chỉ huy của Hạm trưởng, Thiếu tá Hải quân John Richard Bradbury.

## Lịch sử hoạt động
Duff phục vụ hộ tống và tuần tra trước khi chuyển sang hoạt động như tàu Frigate Kiểm soát Lực lượng Duyên hải, chỉ huy một chi hạm đội xuồng phóng lôi MTB (Motor Torpedo Boat) hoạt động tại eo biển Manche và Bắc Hải nhằm đối phó các tàu E-Boat đối phương. Nó không tham dự trực tiếp vào cuộc đổ bộ Normandy vào ngày 6 tháng 6, 1944, nhưng sau đó đã hộ tống các tàu chở quân vận chuyển lực lượng tăng viện đi sang các bãi đổ bộ.
Vào ngày 15 tháng 6, 1944, Chi hạm đội E-boat 4 Đức hoạt động rải mìn về phía Tây Le Havre đã đụng độ với chi hạm đội xuồng phóng lôi MTB do Duff chỉ huy. Nó không thể bắt kịp tốc độ của đội hình đối phương, nên đã gửi những chiếc MTB ra tấn công; kết quả là số tàu E-Boat đối phương rút lui và một chiếc MTB bị hư hại. Duff sau đó phát hiện qua radar một tốp E-Boat khác và đã tiếp cận hết tốc độ và tấn công. Một loạt ngư lôi được đối thủ phóng ra hướng đến nó, và con tàu phải cơ động né tránh. Thời tiết lúc này không thuận lợi làm giảm tốc độ những chiếc MTB, nên Duff vượt lên trước đơn độc đối đầu với đối phương, đánh chìm được một chiếc E-Boat. Ít lâu sau những chiếc MTB bắt kịp và tham gia trận chiến, đánh chìm thêm hai chiếc E-Boat; đối phương lúc này rút lui hết tốc độ dưới sự che chở của màn khói ngụy trang.
Lúc 07 giờ 45 phút ngày 30 tháng 11, Duff trúng phải thủy lôi trong vùng biển Bắc Hải, ngoài khơi Ostend, Bỉ, và bị hư hại nặng. Con tàu cố lết được về Harwich, Anh; ba thành viên thủy thủ đoàn đã tử trận. Do hư hại quá mức có thể sửa chữa một cách kinh tế, con tàu được xem như một tổn thất toàn bộ.
Duff được hoàn trả trên danh nghĩa cho Hoa Kỳ vào ngày 28 tháng 8, 1945, nhằm giảm bớt chi phí mà Anh phải trả cho Hoa Kỳ trong Chương trình Cho thuê-Cho mượn (Lend-Lease). Tên nó được rút khỏi danh sách Đăng bạ Hải quân Hoa Kỳ vào ngày 17 tháng 9, 1945, và bị tháo dỡ tại Hà Lan vào tháng 5, 1947.